# Temple italique de Castel di Ieri
Le temple italique de Castel di Ieri est un site archéologique protégeant les vestiges d'un temple romain du culte des Péligniens sur le territoire communal de Castel di Ieri, dans la province de L'Aquila, dans les Abruzzes,.

## Historique

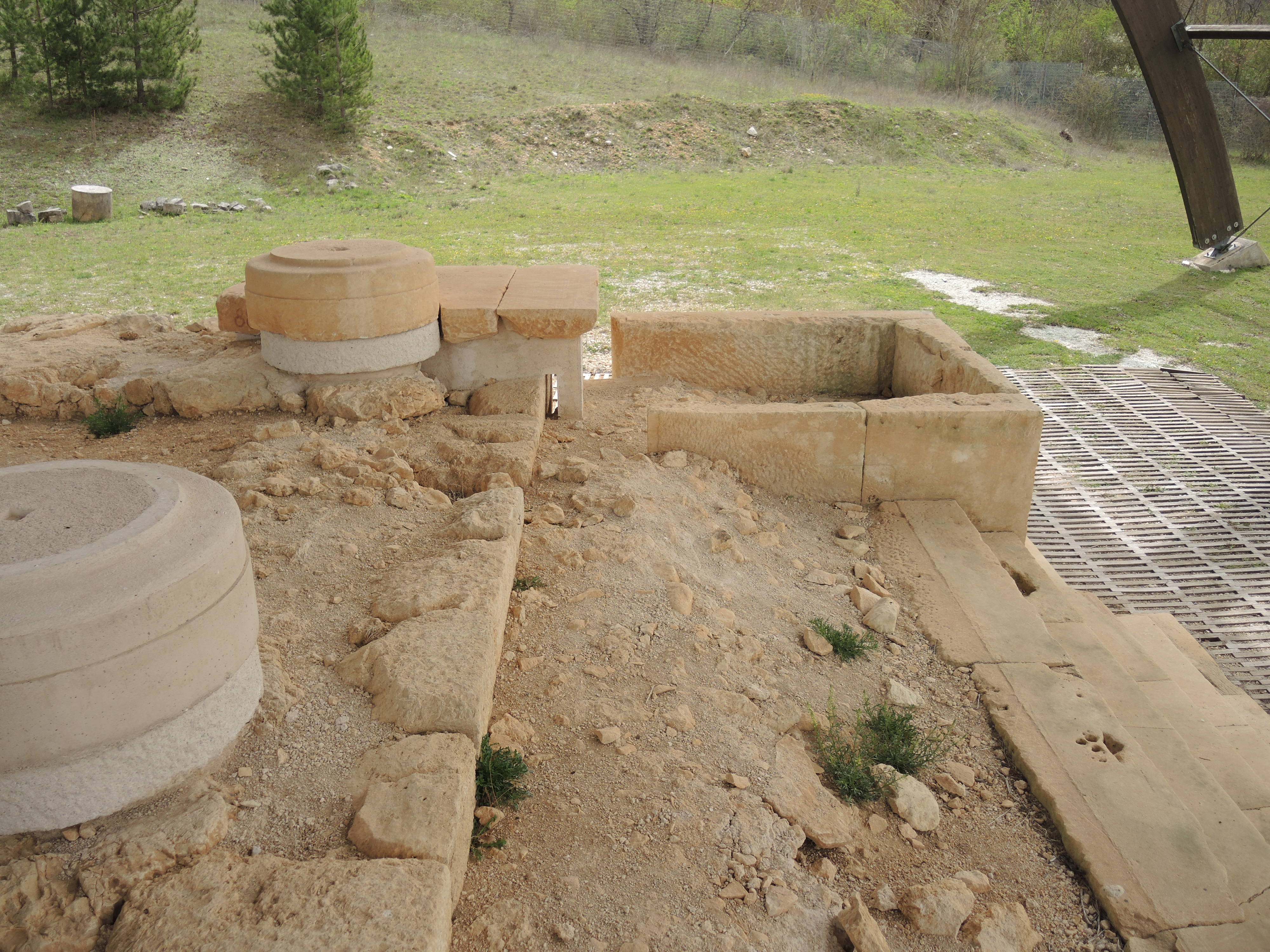

Les vestiges se trouvent au pied d'une paroi rocheuse où se trouvait autrefois une source et ont été fouillés par la Surintendance du patrimoine archéologique des Abruzzes à partir de 1987. La zone archéologique s'étend sur plus de 10 000 m2.
Les fouilles ont mis au jour les restes de deux temples (Temple A et Temple B), pour lesquels on ne sait toujours pas à quelle divinité ils étaient dédiés, même si l'on émet l'hypothèse que le plus récent et encore visible était dédié à Giove Egioco (Jupiter portant l'Égide). Des fouilles ultérieures ont également mis au jour cinq tombes, trouvées plus profondes que les restes des temples.
Le temple A a été construit avec des matériaux provenant du temple B, bien que les deux sites ne soient pas identiques. Le temple le plus ancien (temple « B »), aujourd'hui enterré, est daté du IVe siècle av. J.-C. par les matériaux votifs associés, et possédait un socle en pierre avec une partie surélevée en matériau périssable.
À un niveau plus élevé d'environ 2 m, un deuxième temple (temple « A »), datant du IIe siècle av. J.-C. et monumentalisé au siècle suivant, chevauchait partiellement le premier temple, sur la base d'une inscription en mosaïque au sol. Du deuxième temple est conservé le podium en opus siliceum, recouvert de dalles de calcaire et accessible par un escalier de façade.

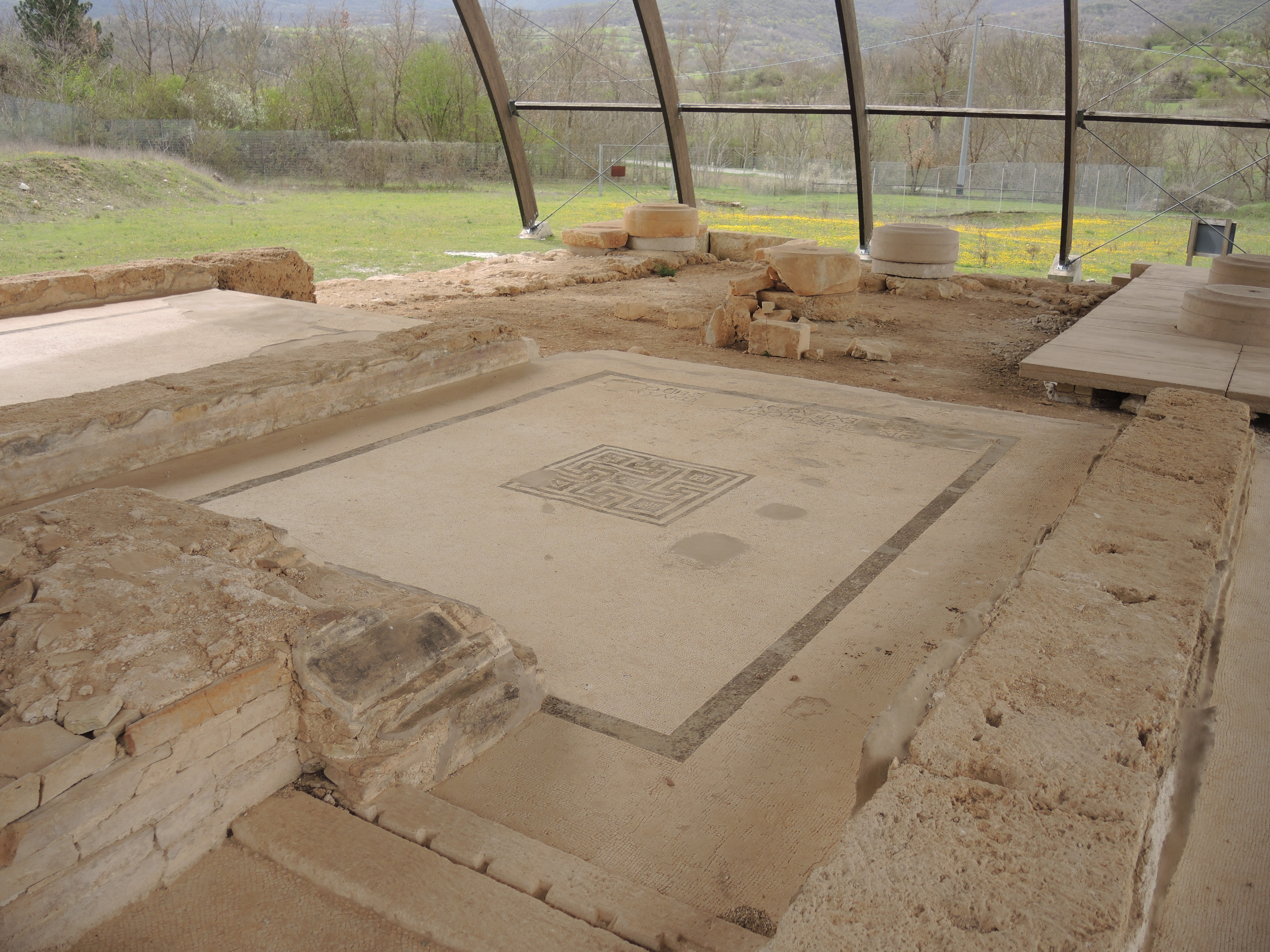

La cella tripartite était précédée d'un profond pronaos à quatre colonnes, avec des chapiteaux ioniques. Les trois pièces étaient pavées d'une mosaïque, celle centrale de motifs géométriques, et conservaient des traces de plâtre peint sur les murs. Au fond des cellae se trouvaient de petites pièces ou niches fermées par des portes, qui devaient servir à stocker des objets de culte ou les archives et les trésors de la communauté. La cella centrale conserve en bas la base de la statue de culte qui fermait la niche.
Le second temple présentait une riche décoration en terracotta, aujourd'hui conservée au Musée archéologique national des Abruzzes à Chieti.
Des fragments de la probable statue culte ont également été retrouvés, en marbre blanc (fragments d'un manteau orné de serpents, faisant peut-être référence à l'Égide de la déesse Minerve) et de petits bronzes votifs, dont une figure d'Hercule. Les restes d'une sculpture représentant probablement un lion ont également été découverts.
L'écriture en mosaïque noir sur blanc, réalisée en deux lignes, identifie les familles des magistrats romains qui se sont occupés de la restauration du temple :

« 1a Riga - EDIUS CF SE R. DEC RL EDIVSV - CAEDIUS CF SE R. DEC RL PETIEDIVSVARO
2a Riga - E. FA C. E X. PA G. (pagus) C. EIDU (m que) »

La tribu est celle de la famille Sergii, l'une des plus anciennes Gens de Rome.

## Galerie

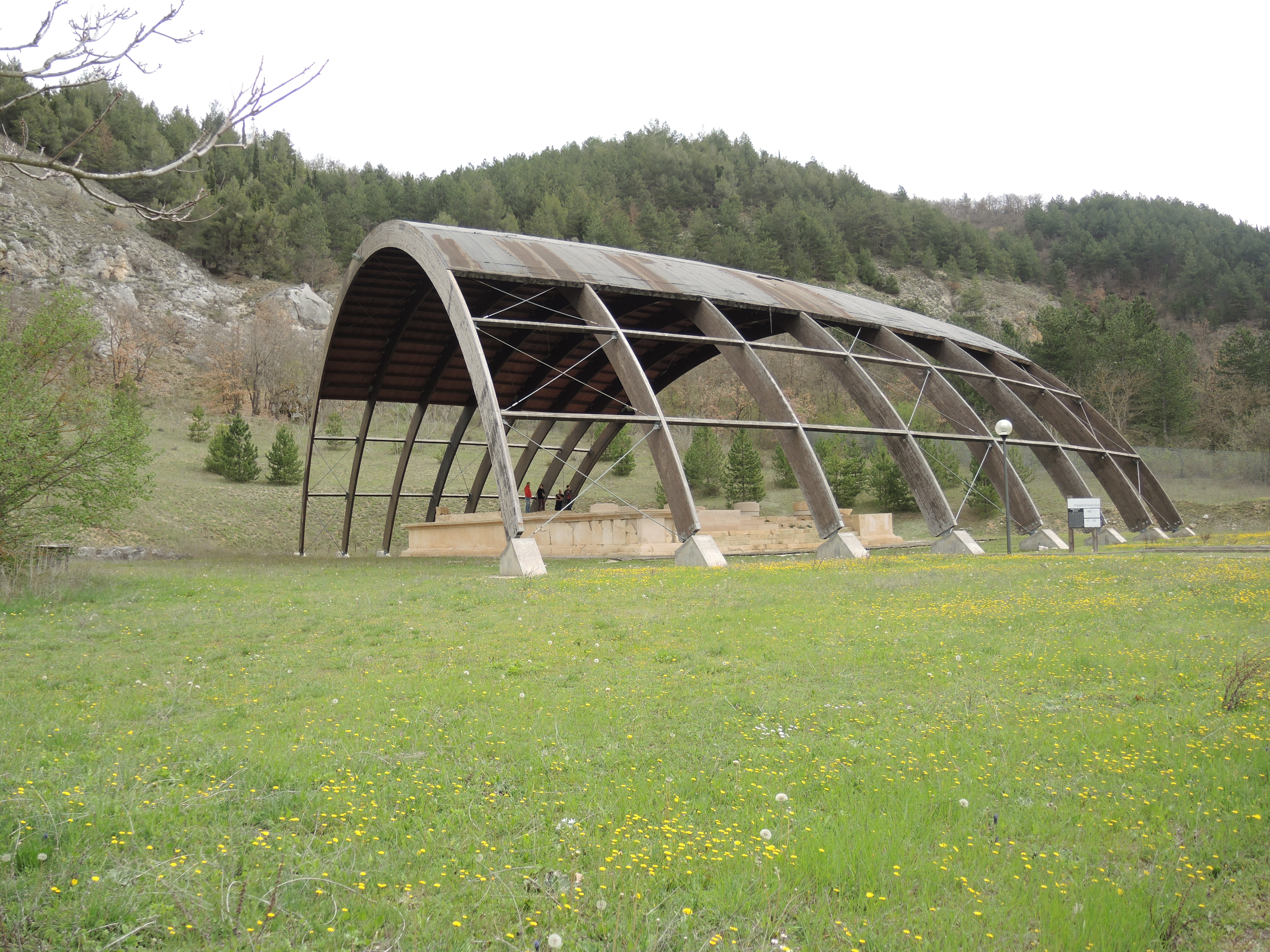
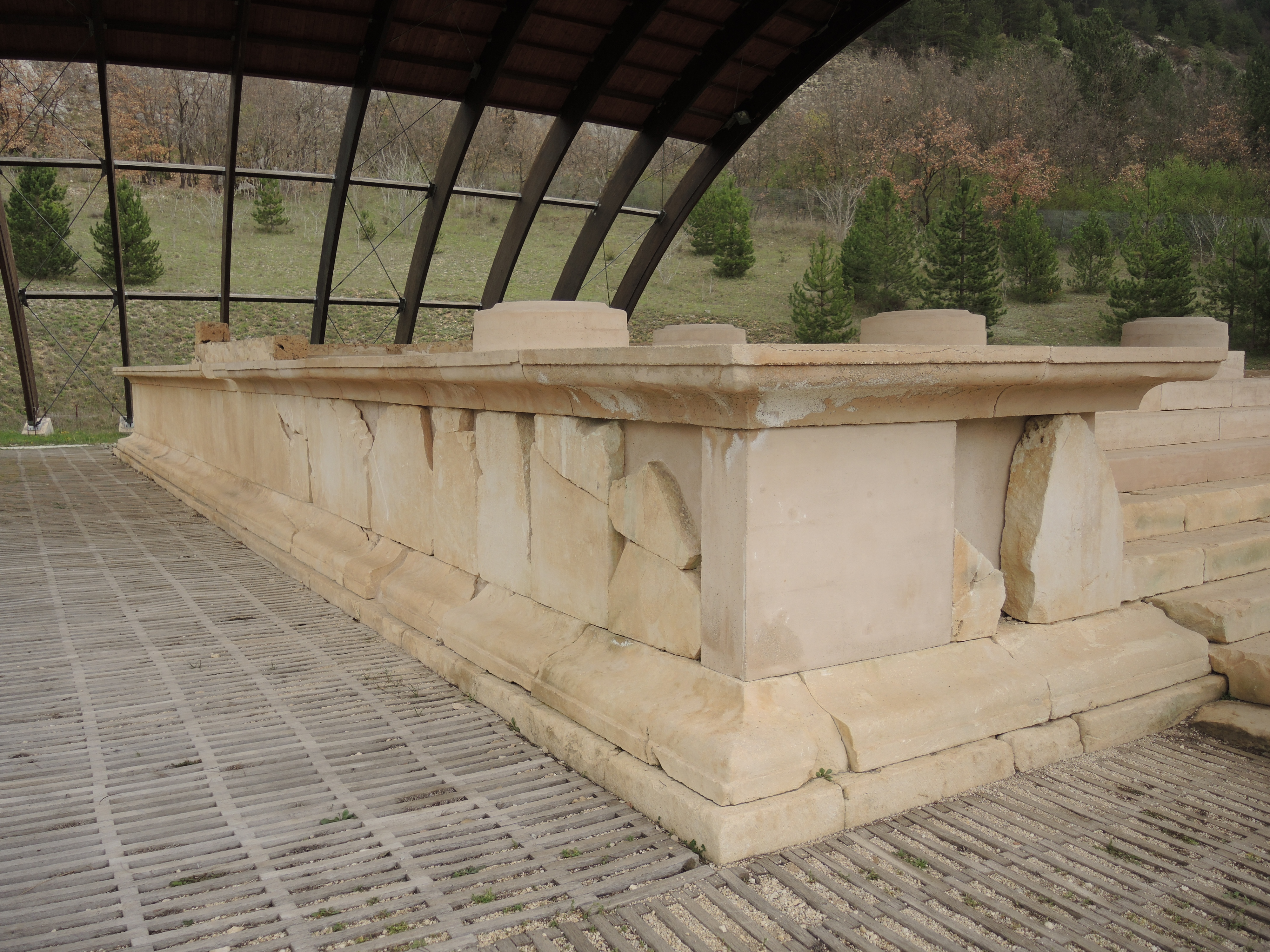